# 녹색야계
녹색야계(綠色野鷄)는 자바야계라고도 불린다. 적색야계와 같이 자바, 발리와 인접 도서지역 특산이며, 다양한 색의 안면부와 정수리 피부를 가진 이상적인 야계이다.
수탉의 형태와 안면장식의 색깔이 적색야계와는 다르다. 볏의 밑부분은 녹색이고, 자주색으로 변하다가 최종적으로 톱니모양이 아닌 평평한 가장자리에서 붉은색이 된다. 고기수염은 좌우 1쌍이 아니고 중앙에 1개만 있으며, 밑부분은 붉은색이고, 중앙부위는 연한 황색이다가 푸른색으로 변한 후 가장자리에서 자주색이 된다. 노출된 얼굴과 목 피부는 붉은색이다.